# شوهی شینزاتو
شوهی شینزاتو (انگلیسی: Shohei Shinzato؛ زادهٔ ۱۱ مهٔ ۱۹۸۸) بازیکن فوتبال اهل ژاپن است.